# Station Londerzeel
Station Londerzeel is een spoorwegstation in de gemeente Londerzeel op spoorlijn 53 (Schellebelle - Leuven). Men kan er kosteloos parkeren en er is een gratis fietsstalling. Tot in de jaren 50 lag dit station eveneens op de nu opgeheven spoorlijn 61 (Antwerpen - Aalst). Dit station heette voorheen ook Londerzeel-West.
Het station was ook het eindpunt van lijn L van de Buurtspoorwegen van de provincie Brabant.
Het station beschikt over 3 perronsporen, waarvan voornamelijk spoor 1 (richting Mechelen) en spoor 2 (richting Dendermonde-Gent) gebruikt worden. Tot eind 2012 konden de perrons enkel onder begeleiding van het NMBS-personeel betreden worden. Nu dienen reizigers gebruik te maken van de openbare spoorwegovergang. In 2015 zijn er langs de persoonsoverweg van spoor 3 automatische slagbomen geplaatst waardoor het spoor weer toegankelijk werd voor treinen. Echter wordt het spoor enkel in uitzonderlijke situaties gebruikt waarbij spoor 1 en 2 niet toegankelijk zijn. Het spoor kan ook opnieuw gebruikt worden voor persoonstreinen.

## Stationsgebouw en voorzieningen
Sinds 2008 beschikt het station tevens over een "Fietspunt".
Vanaf 1 juli 2015 sluiten de loketten van dit station en wordt het een stopplaats. Voor de aankoop van allerlei vervoerbewijzen kan men bij voorkeur terecht aan de biljettenautomaat die ter beschikking staat, of via andere verkoopkanalen. Tegen de sluiting was er heel wat kritiek. In januari 2016 werd de wachtzaal opnieuw opengesteld.

## Buurtspoorwegen
Naast het station bevindt zich ook een busstelplaats van De Lijn, die in 2014 volledig vernieuwd werd.
Dit was een vroegere tramstelplaats van de buurtspoorwegen. Tot 4 oktober 1968 heeft de elektrische buurtspoorwegtram, lijn L, Londerzeel station als eindpunt. Ten behoeve van de verbinding met de expoterreinen aan de Heizel waren er drie rails aangelegd tussen Londerzeel en Heizel zodat normaalsporige goederenwagens het terrein konden bereiken. Deze derde rail is er alleen in dienst geweest van april 1937 tot maart 1943.

## Toekomstige locatie
In het kader van een Hoppinpunt aan de Sneltram A12, wordt binnen het RUP ruimte voorzien om perrons te bouwen, zodat de treinhalte verplaatst zou kunnen worden naar dezelfde locatie als de tramhalte, om een vlotte overstap mogelijk te maken. Mocht dit gebeuren, zou station Londerzeel vlak bij het voormalige station Londerzeel-Oost komen te liggen.

## Galerij

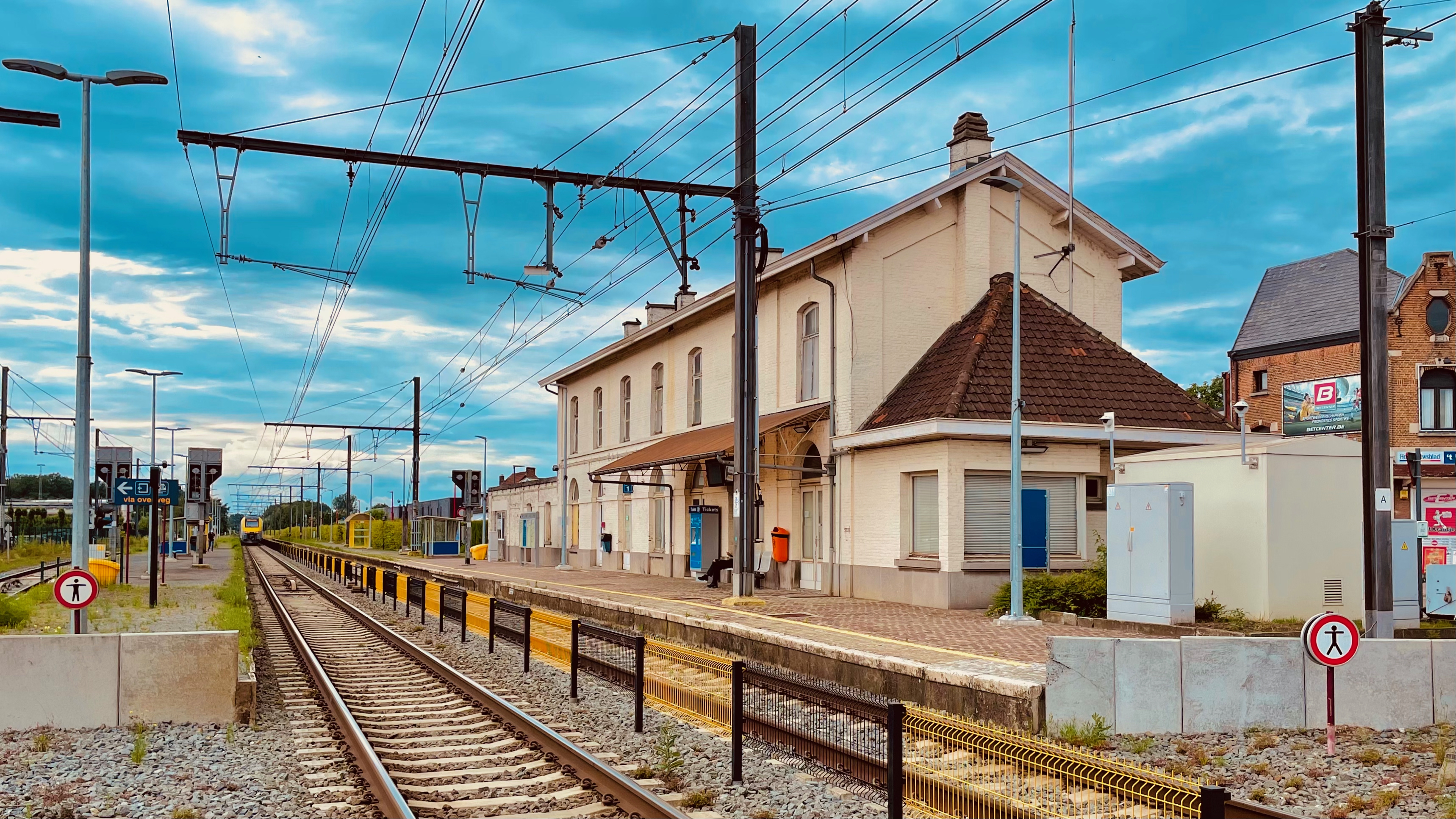
Zicht op de sporen
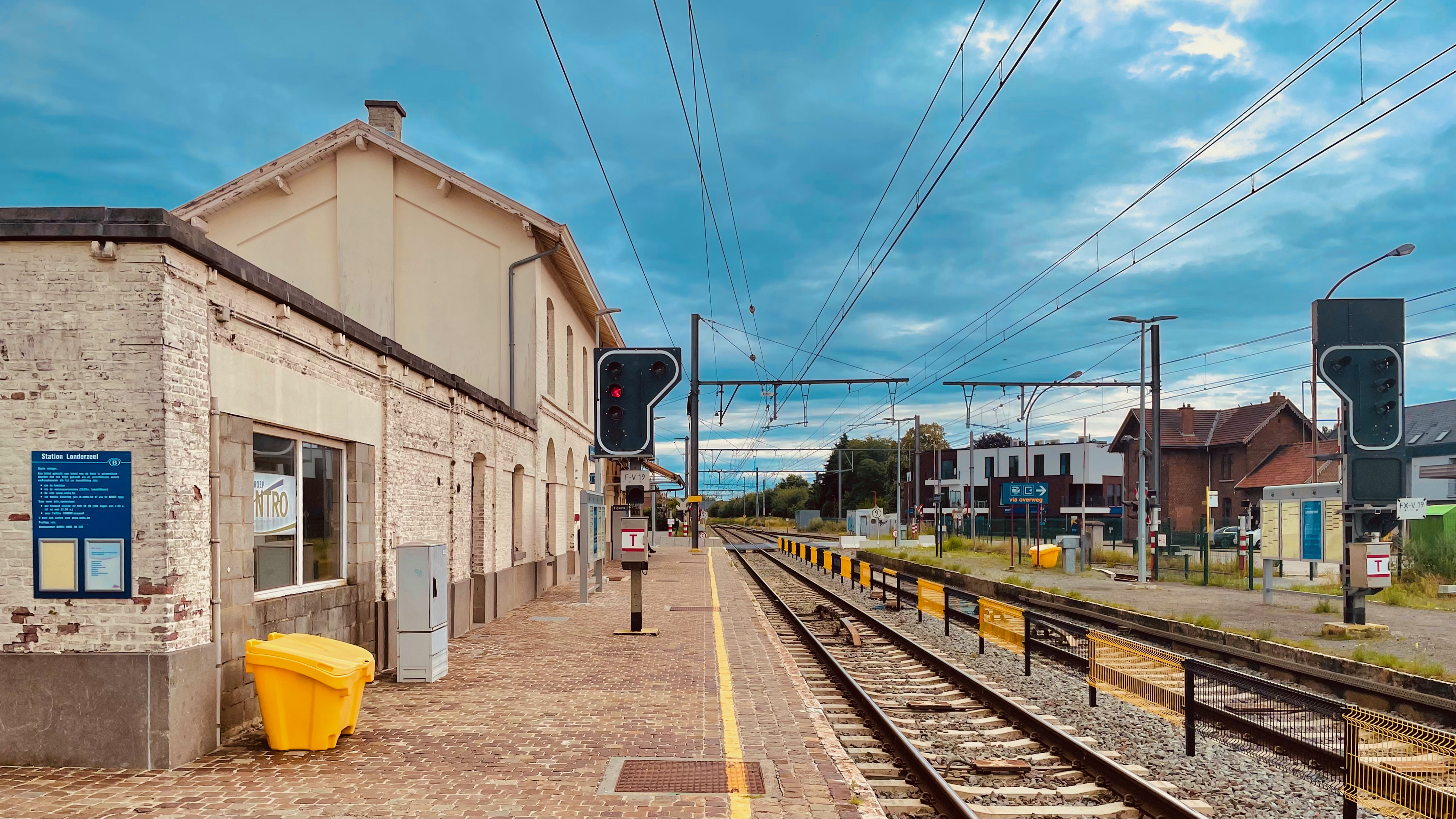
Zicht op het perron
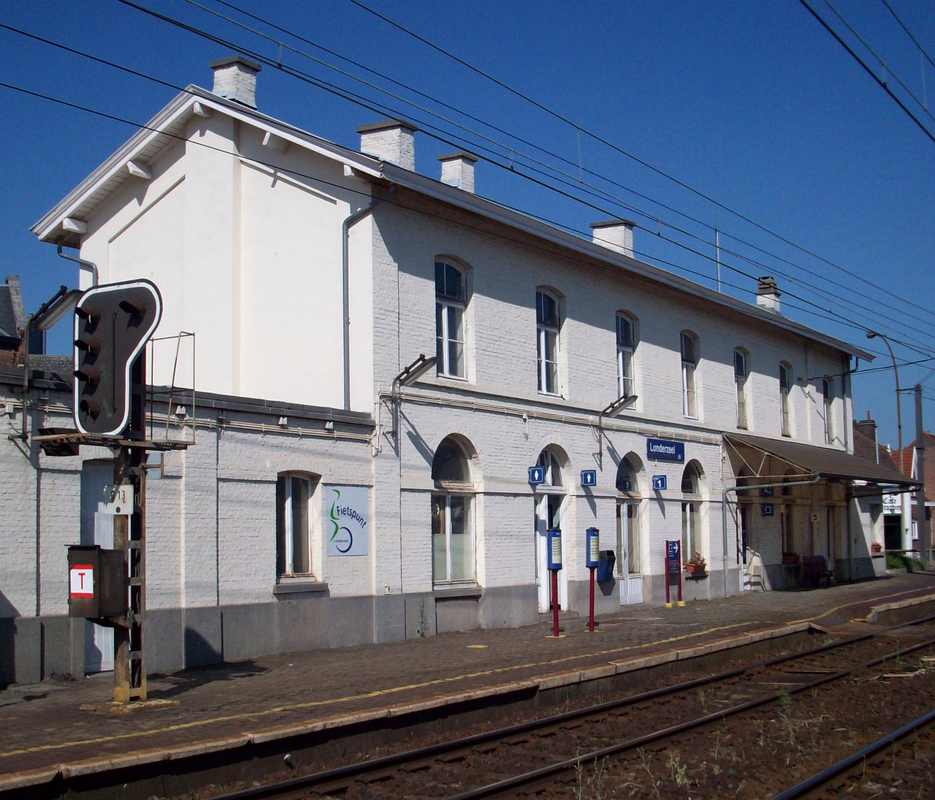
Stationsgebouw
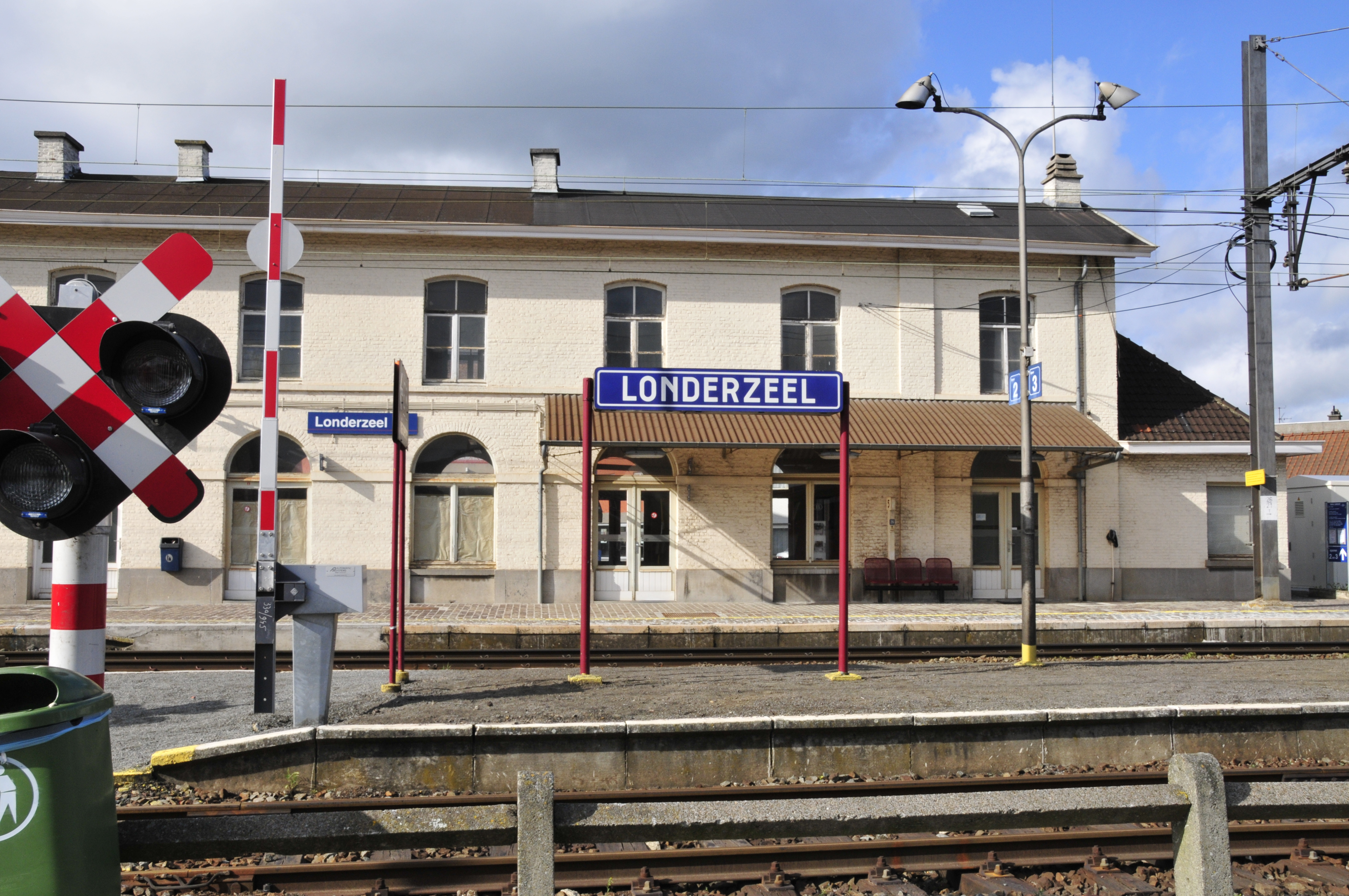
Stationsgebouw (vooraanzicht)
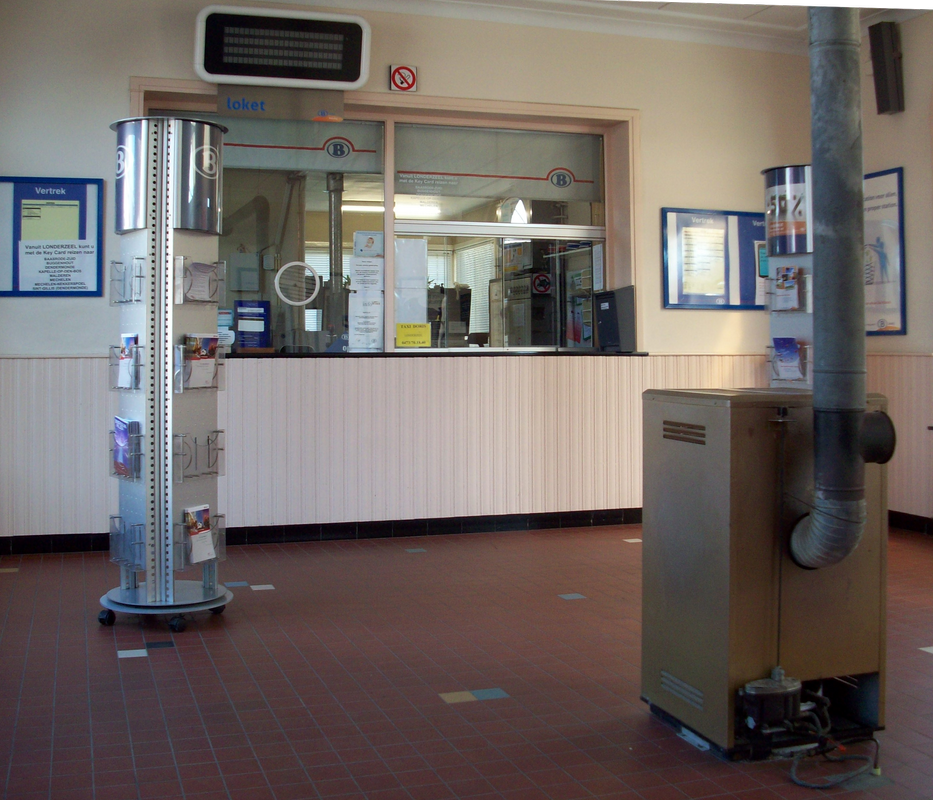
Loket
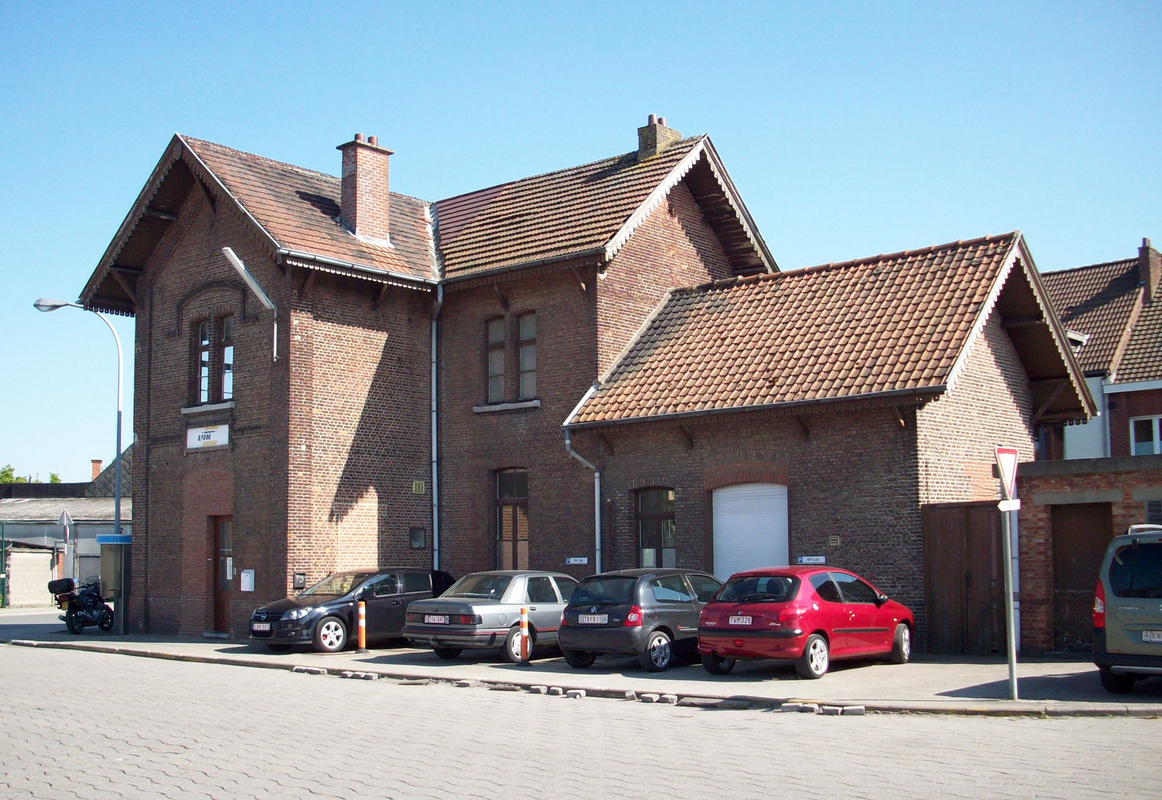
Oude tramhalte Londerzeel
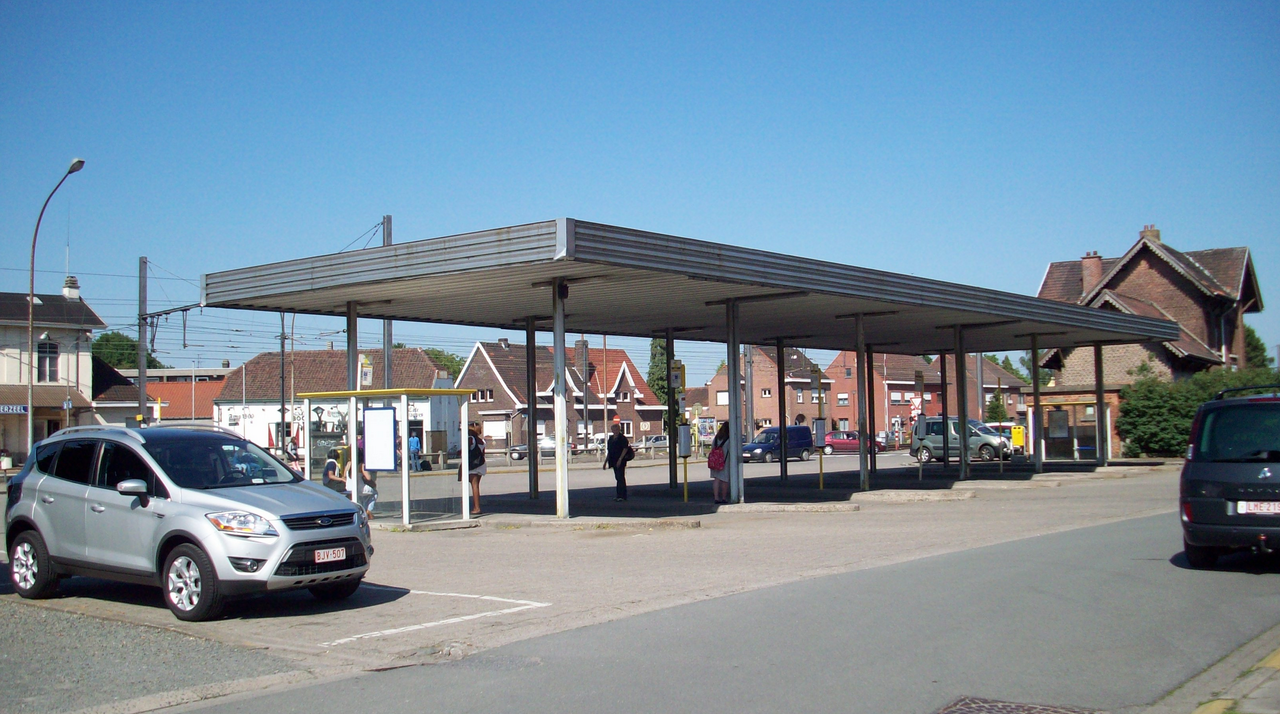
Zicht op het busstation

## Treindienst
| Serie       | Treinsoort          | Route | Bijzonderheden |
| ----------- | ------------------- | --- | --- |
| IC 21       | Intercity (NMBS)    | Gent-Sint-Pieters – Londerzeel – Mechelen – Leuven                                                           | Rijdt in het weekend Mechelen - Leuven. |
| L 550       | L-trein (NMBS)      | Mechelen – Londerzeel – Dendermonde – Gent-Sint-Pieters – Brugge – [ Zeebrugge-Strand ] / [ Zeebrugge-Dorp ] | Rijdt in het weekend tussen Zeebrugge-Strand - Gent-Sint-Pieters. Rijdt enkel in juli en augustus in de week tussen Zeebrugge-Strand - Mechelen. |
| L 850       | L-trein (NMBS)      | Mechelen – Londerzeel – Dendermonde – Gent-Sint-Pieters – Kortrijk                                           | Rijdt alleen in het weekend. |
| P 7090/8090 | Piekuurtrein (NMBS) | [ Sint-Niklaas – ] / [ Dendermonde – Londerzeel – ] Mechelen – Leuven                                        | Rijdt alleen op werkdagen. Een trein van Dendermonde naar Gent-Sint-Pieters.                                                                     |
| P 7390/8390 | Piekuurtrein (NMBS) | [ Sint-Niklaas – ] / [ Dendermonde – Londerzeel – ] Mechelen – Leuven                                        | Rijdt alleen op werkdagen. |
| P 8890      | Piekuurtrein (NMBS) | Poperinge – Ieper – Kortrijk – Gent-Sint-Pieters – Londerzeel – Mechelen – Leuven – Sint-Joris-Weert         | Een trein op zondagavond. |

## Reizigerstellingen
De grafiek en tabel geven het gemiddeld aantal instappende reizigers weer op een week-, zater- en zondag.
| Tabel: aantal instappende reizigers station Londerzeel | Tabel: aantal instappende reizigers station Londerzeel | Tabel: aantal instappende reizigers station Londerzeel | Tabel: aantal instappende reizigers station Londerzeel |
|                                                        | Weekdag                                                | Zaterdag                                               | Zondag                                                 |
| ------------------------------------------------------ | ------------------------------------------------------ | ------------------------------------------------------ | ------------------------------------------------------ |
| 1977                                                   | 768                                                    | 96                                                     | 83                                                     |
| 1978                                                   | 743                                                    | 138                                                    | 72                                                     |
| 1979                                                   | 814                                                    | 115                                                    | 70                                                     |
| 1980                                                   | 749                                                    | 153                                                    | 139                                                    |
| 1981                                                   | 856                                                    | 178                                                    | 186                                                    |
| 1982                                                   | 809                                                    | 168                                                    | 129                                                    |
| 1983                                                   | 819                                                    | 130                                                    | 136                                                    |
| 1984                                                   | 775                                                    | 78                                                     | 79                                                     |
| 1985                                                   | 711                                                    | 140                                                    | 146                                                    |
| 1986                                                   | 668                                                    | 89                                                     | 111                                                    |
| 1987                                                   | 573                                                    | 89                                                     | 87                                                     |
| 1988                                                   | 541                                                    | 113                                                    | 87                                                     |
| 1989                                                   | 592                                                    | 125                                                    | 66                                                     |
| 1990                                                   | 612                                                    | 130                                                    | 87                                                     |
| 1991                                                   | 626                                                    | 133                                                    | 91                                                     |
| 1992                                                   | 626                                                    | 133                                                    | 91                                                     |
| 1993                                                   | 639                                                    | 110                                                    | 54                                                     |
| 1994                                                   | 622                                                    | 135                                                    | 102                                                    |
| 1995                                                   | 634                                                    | 125                                                    | 115                                                    |
| 1996                                                   | 572                                                    | 156                                                    | 129                                                    |
| 1997                                                   | 564                                                    | 178                                                    | 133                                                    |
| 1998                                                   | 595                                                    | 146                                                    | 127                                                    |
| 1999                                                   | 520                                                    | 162                                                    | 11                                                     |
| 2000                                                   | 587                                                    | 166                                                    | 184                                                    |
| 2001                                                   | 605                                                    | 176                                                    | 160                                                    |
| 2002                                                   | 586                                                    | 174                                                    | 202                                                    |
| 2003                                                   | 572                                                    | 173                                                    | 202                                                    |
| 2004                                                   | 549                                                    | 186                                                    | 174                                                    |
| 2005                                                   | 611                                                    | 203                                                    | 206                                                    |
| 2006                                                   | 631                                                    | 272                                                    | 198                                                    |
| 2007                                                   | 690                                                    | 176                                                    | 225                                                    |
| 2008                                                   | -                                                      | -                                                      | -                                                      |
| 2009                                                   | 501                                                    | 479                                                    | 220                                                    |
| 2010                                                   | -                                                      | -                                                      | -                                                      |
| 2011                                                   | -                                                      | -                                                      | -                                                      |
| 2012                                                   | 506                                                    | 203                                                    | 350                                                    |
| 2013                                                   | 475                                                    | 198                                                    | 257                                                    |
| 2014                                                   | 487                                                    | 222                                                    | 290                                                    |
| 2015                                                   | 759                                                    | 160                                                    | 272                                                    |
| 2016                                                   | 797                                                    | 167                                                    | 261                                                    |
| 2017                                                   | 935                                                    | 159                                                    | 274                                                    |
| 2018                                                   | 900                                                    | 171                                                    | 255                                                    |
| 2019                                                   | 960                                                    | 191                                                    | 210                                                    |
| 2020                                                   | 569                                                    | 151                                                    | 175                                                    |
| 2021                                                   | -                                                      | -                                                      | -                                                      |
| 2022                                                   | 1 016                                                  | 195                                                    | 361                                                    |
| 2023                                                   | 1 099                                                  | 215                                                    | 254                                                    |
| 2024                                                   | 1 040                                                  | 300                                                    | 469                                                    |

0,0: Schellebelle ·
2,8: Wichelen ·
5,8: Schoonaarde ·
9,7: Oudegem ·
12,5: Dendermonde ·
16,2: Baasrode-Zuid ·
18,2: Koude Haard ·
19,6: Buggenhout ·
21,6: Malderen ·
23,3: Molenheide ·
26,4: Londerzeel ·
28,2: Londerzeel-Oost ·
29,0: Ramsdonk ·
31,0: Kapelle-op-den-Bos ·
34,9: Heike ·
36,6: Hombeek ·
38,8: Brusselsesteenweg ·
39,6: Mechelen ·
42,6: Muizen ·
44,5: Hever ·
46,2: Biststraat ·
48,1: Boortmeerbeek ·
51,4: Haacht ·
52,5: Wespelaar-Heike ·
53,4: Wespelaar-Tildonk ·
55,8: Hambos ·
58,3: Wakkerzeelsesteenweg ·
59,4: Wijgmaal ·
64,1: Leuven
0,0: Kontich ·
2,0: Edegem ·
3,8: Kontich-Dorp ·
8,8: Reet ·
12,1: Boom-Krekelenberg ·
14,0: Boom ·
18,5: Willebroek ·
21,7: Tisselt-West ·
26,1: Londerzeel-Oost ·
27,5: Londerzeel ·
30,7: Steenhuffel ·
34,2: Peizegem ·
37,4: Opwijk ·
40,3: Nijverseel ·
41,8: Baardegem ·
44,2: Moorsel ·
46,2: Mijlbeke ·
49,3: Aalst